# 费 (孚日省)
费是法国大东部大区孚日省的一个市镇，位于该省南部，属于埃皮纳勒区。该市镇2009年时的人口为223人。

## 人口
费人口变化图示
| 数据来源：INSEE |